# ديفيد ميتشيل (مقاتل)
ديفيد ميتشيل (بالإنجليزية: David Mitchell) هو فنان قتال مختلط أمريكي، ولد في 24 أكتوبر 1979 في ويندسور في الولايات المتحدة.

## وصلات خارجية
- دايفيد ميتشيل على موقع شيردوغ (الإنجليزية)
- دايفيد ميتشيل على موقع IMDb (الإنجليزية)